# Aeroporto di Venezia-Marco Polo
L'Aeroporto internazionale di Venezia-Marco Polo (IATA: VCE, ICAO: LIPZ), anche conosciuto come Aeroporto di Venezia-Tessera (pron. Tessèra), è un aeroporto italiano, che dista 13 km dal centro di Venezia. È intitolato al celebre mercante e viaggiatore veneziano Marco Polo.
È fra gli aeroporti più importanti d'Italia per numero di passeggeri. In Italia settentrionale è preceduto solo dagli aeroporti di Milano Malpensa e Bergamo Orio al Serio.
La concessionaria è SAVE S.p.a, società a parziale partecipazione pubblica locale, quotata alla Borsa di Milano.
L'aeroporto è collegato da un servizio di autolinee cadenzate alla vicina stazione di Venezia Mestre, all'hinterland metropolitano (formato da Chioggia, Jesolo, Mira, Mogliano Veneto e Spinea, fra gli altri comuni) e alla città di Padova. È inoltre collegato alle Fondamente Nove di Venezia da un vaporetto oppure da taxi acquei.

## Storia
Ai lati di via Orlanda (dove oggi c'è il parcheggio) vi era il campo volo di Bazzera, dove il 23 maggio 1915 arrivò la 4ª Squadriglia da ricognizione e combattimento fino all'8 settembre e nell'agosto 1915 la Escadrille N 92 i - N 392 - N 561 francese, chiamata «Escadrille de protection de Venise», costituita da 3 Nieuport 10 fino al dicembre successivo e il campo volo di Cà Tessera dove il 3 novembre 1917 arrivò la 38ª Squadriglia fino al 28 maggio 1918, l'11 novembre 1917 la 39ª Squadriglia fino al 14 maggio 1918 ed il 5 settembre 1918 vi nacque il Gruppo speciale Aviazione I fino al 21 novembre 1918.
La prima pietra fu posata il 29 marzo 1958. L'aeroporto fu inaugurato il 31 luglio 1961 e diventò in breve tempo quello di riferimento nel Veneto, in sostituzione del precedente scalo Aeroporto di Venezia-Lido.
Nel luglio del 2002 è stato costruito il nuovo terminal aeroportuale, progettato per adeguare lo scalo al continuo aumento del traffico aereo.
Il 30 novembre 2017 è stato insignito dal ministero cinese del turismo del certificato Welcome Chinese quale scalo dotato di servizi dedicati ai viaggiatori cinesi.
Il giorno 1º luglio 2019, in tre mesi e con una spesa di 80 milioni di euro, è stato completato il totale rifacimento della pista 4R/22L, la principale dell'aeroporto. Durante tutta la durata dei lavori non è mai stata interrotta né diminuita l'operatività dello scalo in quanto è stata utilizzata la pista secondaria 4L/22R, precedentemente allungata di 600 metri alla fine del 2018.
Dal 16 novembre 2019 l'aeroporto è diventato l'Official Hub delle Nazionali Italiane di Calcio, in accordo tra il gruppo SAVE S.p.a e la FIGC.
Il 4 marzo 2022 l'aeroporto è diventato una base per la compagnia Wizz Air.
Il 12 dicembre 2023 sono iniziati i lavori di realizzazione di una nuova linea ferroviaria che collegherà l'aeroporto alla rete ferroviaria nazionale. Il committente è Rete Ferroviaria Italiana, mentre l'affidatario della direzione dei lavori è Italferr. La tratta è lunga 8 km, di cui 3,4 in galleria. Il costo previsto è di 644 milioni di euro, con data di fine lavori stimata entro dicembre 2025.

## Gestione
La sua gestione è affidata alla società SAVE S.p.a, il cui presidente è Enrico Marchi. Quote della società sono in mano all'Amministrazione della Provincia di Venezia e al fondo di investimento Amber Capital.
Primo in Italia, l'aeroporto Marco Polo ha terziarizzato tutte le attività di handling e, a questo scopo, nello scalo operano due distinte società: GH Venezia e Aviation Services. Più di una sono anche le società di sicurezza, le quali operano sia all'interno dell'aerostazione, sia in collaborazione con le singole compagnie aeree, in aggiunta ovviamente alle forze di pubblica sicurezza, come Polizia, Carabinieri e Guardia di Finanza.
La gestione dei parcheggi del sedime aeroportuale è affidata a Marco Polo Park, societá controllata del Gruppo Save.
La parte del cargo viene gestita da Save Cargo nel capannone lato nord dell'apron vicino alla torre di controllo.

## Dati tecnici
Approccio strumentale: generalmente per gli atterraggi viene utilizzata la pista 04R. Durante le procedure d'avvicinamento ILS gli aerei effettuano l'atterraggio con una orientata a 041 gradi magnetici e frequenza NAV di 109,95. Sono altresì utilizzabili le procedure VOR-DME, sia per 04R, che per 04L quando utilizzata.
La pista 04R viene utilizzata come pista principale e, in caso di vento contrario o meteo avverso, viene invertita diventando quindi 22L. Per entrare in essa gli aerei sostano all'holding point A o B.
La pista 04L/22R viene utilizzata quasi esclusivamente come main taxiway non potendo essere utilizzata in contemporanea con l'altra pista in quanto dalla parte sinistra non si raggiungono i 150m privi di ostacolo di distanza dalla center-line come da normativa easa. I metri di distanza sono solo 75 poi si estende l'apron, per questo quando viene utilizzata per atterraggi e decolli devono essere prese delle precauzioni particolari.
Gli aerei in partenza da questo aeroporto hanno numerose SID: chi si dirige verso nord utilizzerà una SID che avrà come VOR VIC; i voli diretti a BZO non sono più dirottati su VIC, ma godono di una SID propria, denominata BZO7V; chi si dirige a sud utilizzerà una SID che avrà come VOR CHI; infine, i pochi voli che si dirigono verso Est avranno come primo punto rotta il fix ROSKA.

## Servizi
L'aerostazione attuale è stata inaugurata nel 2002, su progetto dell'architetto Gian Paolo Mar, e si estende su una superficie di circa 60000 m².
L'area landside, accessibile al pubblico, è strutturata su 3 piani:
- Al piano terra sono collocati gli arrivi, dove si possono trovare 4 bar, un'edicola, punti di informazioni turistiche, gli sportelli del Lost&Found per i bagagli smarriti, vendita di biglietti di trasporto pubblico e i banchi delle società di autonoleggio; è disponibile un servizio di deposito bagagli, che si trova subito fuori dall'aerostazione sul lato nord (a destra uscendo dal terminal). Nel 2011, nell'ambito dei lavori per la gestione dei voli dell'aeroporto di Treviso durante la sua chiusura, sono stati aggiunti 8 banchi check-in al piano terra, sul lato sud all'estremità dell'aerostazione (check-in 81-88, a destra entrando nel terminal). Nel 2013, per far fronte al continuo aumento di traffico, sono stati costruiti ulteriori 8 banchi check-in sul lato nord all'estremità dell'aerostazione (check-in 89-96, a sinistra entrando nel terminal). Questa scelta ha costretto a rivedere i flussi di gestione dei passeggeri, che fino a quel momento erano fisicamente separati (con gli arrivi al piano terra e le partenze al primo piano), ma si è resa necessaria in attesa di lavori più consistenti di ampliamento del terminal. Nel 2016 è stata aggiunta una nuova ala nel lato sud dell'aerostazione che ospita nuovi banchi check-in dedicati alle compagnie low-cost.
- Al primo piano si trova invece l'area partenze, con 64 banchi check-in, 6 ristoranti, un'edicola, un bar e una banca, nonché le biglietterie delle compagnie aeree.
- Al secondo piano si trova il Business Center di Travelex; sul lato nord si possono trovare gli uffici degli Enti di Stato, gli uffici di direzione gestione aeroportuale e la Sala di Culto; sul lato sud si trovano gli uffici delle compagnie aeree e di alcuni handler.
- Nel 2017 è stato completato l'ampliamento della zona arrivi/partenze landside (compresa di ristoranti e negozi) a cui si collega il nuovo Moving Walkway, la passerella mobile che collega il parcheggio multipiano e la darsena per i numerosi passeggeri che scelgono di raggiungere l'aeroporto tramite taxi acqueo o vaporetto.

All'area sterile (airside) si accede tramite 4 varchi, di cui 2 a disposizione dei passeggeri:
- Il varco principale, al primo piano, sul lato destro dell'aerostazione, prevede 14 postazioni di controllo e una corsia per l'accesso prioritario.
- Il varco nord, al primo piano sul lato sinistro entrando nell'aerostazione, è dedicato ai voli per destinazioni sensibili e prevede 4 postazioni di controllo.

Anche l'area airside è strutturata su 3 piani:
- Il piano terra è diviso in due parti: sulla prima si trovano gli arrivi, con 5 nastri di riconsegna bagagli e gli sportelli Lost&Found per i bagagli smarriti; da qui, attraverso due postazioni apposite per il controllo dei passeggeri in transito (Venice Connect), si può accedere all'area partenze, che si sviluppa anche nel piano terra dell'aerostazione con 16 uscite (8 Schengen e 8 Extra-Schengen).
- Il primo piano è dedicato interamente alle partenze; vi si trovano numerosi negozi, nonché altri bar e ristoranti. Contando le 16 uscite al piano terra, a cui si accede tramite ascensori o scale mobili, le uscite sono in tutto 28: 12 sono da torretta, di cui 7 con tunnel telescopico (collegamento diretto con l'aeromobile); di queste, 10 sono dedicate stabilmente ai voli Extra Schengen, mentre 4 funzionano in modalità "mista", tramite un sistema di porte mobili che permette di commutare l'area da Schengen a Extra-Schengen.
- Al secondo piano si possono trovare altri negozi e ristoranti, oltre alle due Lounge dedicate ai passeggeri premium: la "Tintoretto Lounge", riservata ai clienti SkyTeam, e la sala Marco Polo, gestita direttamente da SAVE, riservata ai clienti di tutte le altre compagnie.

L'aeroporto è provvisto di servizio PRM (Assistenza a Passeggeri con Ridotta Mobilità) che opera sia all'interno, con l'accompagnamento e l'assistenza ai servizi di check-in e gate, che all'esterno-area Airside dell'aerostazione tramite mezzi allestiti appositamente per il trasporto dei disabili, quali furgoni con pedana e Ambulift che fungono da elevatori per i passeggeri che non possono fruire delle scale dell'aeromobile.
Nell'area dell'aeroporto vi sono numerosi parcheggi, compreso un multipiano per un totale di 6.200 posti auto. All'ultimo piano sono presenti le compagnie di noleggio auto.
Un certo numero di posti auto è riservato alla sosta gratuita dei passeggeri diversamente abili e a ridotta mobilità, che possono richiedere l'assistenza di personale dell'aeroporto fino al momento dell'imbarco per l'eventuale trasporto di apparecchiature mediche, animali da accompagnamento, ausili specifici. La prenotazione viene effettuata alla propria compagnia effettuabile fino a 48 ore prima del volo, ed è attivata alcune ore prima della partenza presso il banco d'accettazione ovvero i punti di chiamata dedicati.

## Compagnie aeree e destinazioni servite
All'aeroporto internazionale di Venezia Marco Polo a Dicembre 2024 operano le seguenti compagnie aeree:
| Compagnie Aeree               | Destinazioni |
| ----------------------------- | --- |
| Aegean Airlines               | Aeroporto di Atene-Eleftherios Venizelos Stagionale: Aeroporto di Salonicco-Macedonia |
| Aer Lingus                    | Stagionale: Aeroporto Internazionale di Dublino |
| Air Arabia                    | Aeroporto di Casablanca-Muhammad V |
| Air Cairo                     | Aeroporto Internazionale di Sharm el-Sheikh |
| Air Canada                    | Stagionale: Aeroporto Internazionale di Toronto-Pearson, Aeroporto Internazionale di Montréal-Pierre Elliott Trudeau |
| Air Dolomiti                  | Aeroporto di Monaco di Baviera |
| Air Europa                    | Aeroporto di Madrid-Barajas |
| Air France                    | Aeroporto di Parigi Charles de Gaulle |
| Air Serbia                    | Aeroporto di Belgrado-Nikola Tesla |
| Air Transat                   | Stagionale: Aeroporto Internazionale di Toronto-Pearson, Aeroporto Internazionale di Montréal-Pierre Elliott Trudeau |
| AirBaltic                     | Stagionale: Aeroporto Internazionale di Riga |
| American Airlines             | Stagionale: Aeroporto Internazionale di Filadelfia, Aeroporto Internazionale di Dallas-Fort Worth (apre l'8 Giugno 2025) |
| Asiana Airlines               | Stagionale: Aeroporto Internazionale di Seul-Incheon |
| Austrian Airlines             | Aeroporto di Vienna-Schwechat |
| Binter Canarias               | Stagionale: Aeroporto di Gran Canaria |
| British Airways               | Aeroporto di Londra-Heathrow |
| Brussels Airlines             | Aeroporto di Bruxelles-National |
| China Eastern Airlines        | Aeroporto di Shanghai-Pudong |
| Croatia Airlines              | Stagionale: Aeroporto di Ragusa-Čilipi |
| Delta Air Lines               | Stagionale: Aeroporto Internazionale di Atlanta-Hartsfield-Jackson, Aeroporto Internazionale John F. Kennedy |
| EasyJet                       | Aeroporto di Amsterdam-Schiphol, Aeroporto di Atene-Eleftherios Venizelos, Aeroporto di Berlino-Brandeburgo, Aeroporto di Bristol, Aeroporto di Edimburgo, Aeroporto di Ginevra-Cointrin, Aeroporto di Londra-Gatwick, Aeroporto di Lione Saint Exupéry, Aeroporto di Manchester, Aeroporto di Nizza Costa Azzurra, Aeroporto di Parigi Charles de Gaulle, Aeroporto di Parigi Orly Stagionale: Aeroporto di Basilea-Mulhouse-Friburgo, Aeroporto di Ragusa-Čilipi, Aeroporto Internazionale di Hurghada, Aeroporto di Ibiza, Aeroporto di Cefalonia, Aeroporto di Coo, Aeroporto Internazionale di Larnaca, Aeroporto di Mykonos, Aeroporto di Olbia-Costa Smeralda, Aeroporto di Rodi-Diagoras, Aeroporto Internazionale di Sharm el-Sheikh                                     |
| El Al                         | Aeroporto di Tel Aviv-Ben-Gurion |
| Emirates                      | Aeroporto Internazionale di Dubai |
| Eurowings                     | Aeroporto di Düsseldorf Stagionale: Aeroporto di Colonia-Bonn, Aeroporto di Amburgo-Fuhlsbüttel, Aeroporto di Stoccarda |
| Finnair                       | Stagionale: Aeroporto di Helsinki-Vantaa |
| HiSky                         | Aeroporto Internazionale di Chișinău |
| Iberia                        | Aeroporto di Madrid-Barajas |
| ITA Airways                   | Aeroporto di Roma-Fiumicino |
| Jet2.com                      | Aeroporto di Manchester, Aeroporto di Birmingham |
| KLM                           | Aeroporto di Amsterdam-Schiphol |
| LOT Polish Airlines           | Aeroporto di Varsavia-Chopin |
| Lufthansa                     | Aeroporto di Francoforte sul Meno |
| Luxair                        | Aeroporto del Lussemburgo |
| Norwegian Air Shuttle         | Stagionale: Aeroporto di Copenaghen, Aeroporto di Helsinki-Vantaa, Aeroporto di Oslo-Gardermoen, Aeroporto di Stoccolma-Arlanda |
| Pegasus Airlines              | Aeroporto Internazionale di Istanbul-Sabiha Gökçen |
| Qatar Airways                 | Aeroporto Internazionale Hamad |
| Royal Air Maroc               | Aeroporto di Casablanca-Muhammad V |
| Ryanair                       | Aeroporto di Barcellona-El Prat, Aeroporto di Bari-Palese, Aeroporto di Berlino-Brandeburgo, Aeroporto di Brindisi-Casale, Aeroporto di Bristol, Aeroporto di Catania-Fontanarossa,Aeroporto Internazionale di Cork, Aeroporto Internazionale di Dublino, Aeroporto di Edimburgo, Aeroporto di Londra Stansted, Aeroporto di Manchester, Aeroporto di Marsiglia Provenza, Aeroporto di Napoli-Capodichino, Aeroporto di Palermo-Punta Raisi, Aeroporto di Praga-Ruzyně, Aeroporto di Reggio Calabria, Aeroporto di Santander, Aeroporto di Stoccolma-Arlanda Stagionali: Aeroporto di Alghero-Fertilia, Aeroporto di Bournemouth, Aeroporto di Colonia-Bonn, Aeroporto di Helsinki-Vantaa, Aeroporto di Lamezia Terme, Aeroporto di Madrid-Barajas, Aeroporto di Vienna-Schwechat |
| Scandinavian Airlines         | Stagionali: Aeroporto di Copenaghen, Aeroporto di Oslo-Gardermoen |
| SunExpress                    | Stagionali: Aeroporto Adnan Menderes |
| Swiss International Air Lines | Aeroporto di Zurigo |
| TAP Air Portugal              | Aeroporto di Lisbona |
| Transavia Airlines            | Aeroporto di Nantes Atlantique |
| Tunisair                      | Aeroporto di Tunisi-Cartagine |
| Turkish Airlines              | Aeroporto di Istanbul (2018) |
| United Airlines               | Stagionali: Aeroporto Internazionale di Newark, Aeroporto Internazionale di Washington-Dulles (apre il 22 Maggio 2025) |
| Volotea                       | Aeroporto di Atene-Eleftherios Venizelos, Aeroporto di Bilbao, Aeroporto di Bordeaux Mérignac |
|                               | |
|                               | |

## Traffico aeroportuale
Il Sistema Aeroportuale Venezia, che comprende gli scali di Venezia e di Treviso, ha registrato 14.493.563 passeggeri complessivi nell'anno 2018 con un incremento dell'8.4% sull'anno precedente, 118.325 movimenti di aerovelivoli (+3.9%) ed un traffico cargo pari a circa 3.943,42 tonnellate (-1,5%), confermando la posizione già consolidata di terzo polo aeroportuale italiano, dopo quelli di Roma (Fiumicino e Ciampino), e i due scali di Milano-Linate e Milano-Malpensa.
Venezia è collegata all'aeroporto di Bergamo-Orio al Serio dall'autostrada A4, raggiungibile in circa due ore di auto, oppure tramite alcune linee di trasporto pubblico extraurbane.
Sono più di 1.300 i collegamenti settimanali per le principali destinazioni nazionali, europee ed intercontinentali.

### Dati di traffico passeggeri

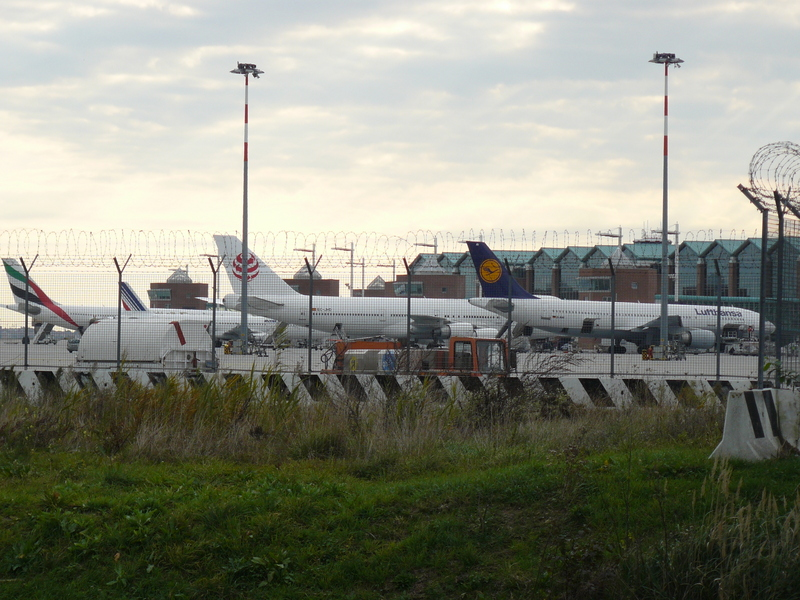
Terminal, area passeggeri

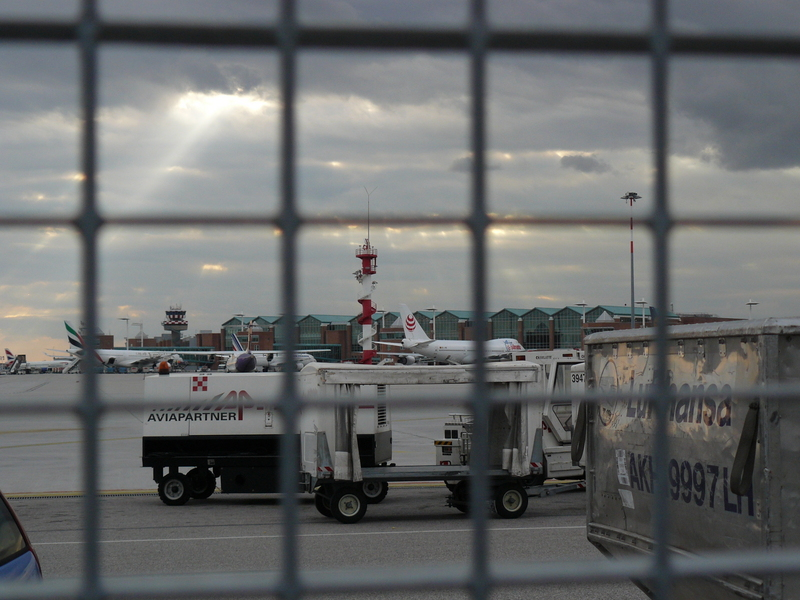
Terminal cargo

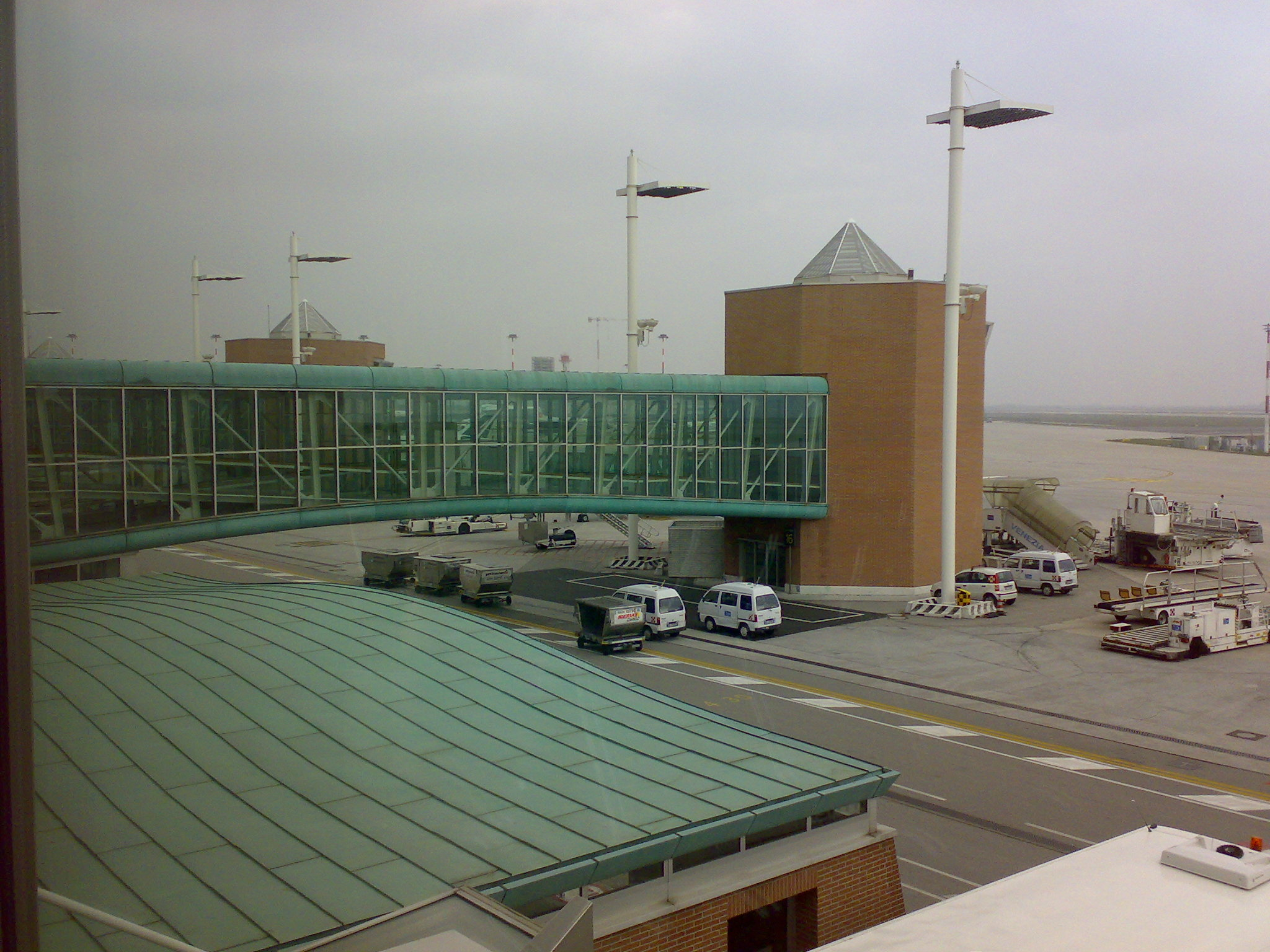
Uno dei torrini

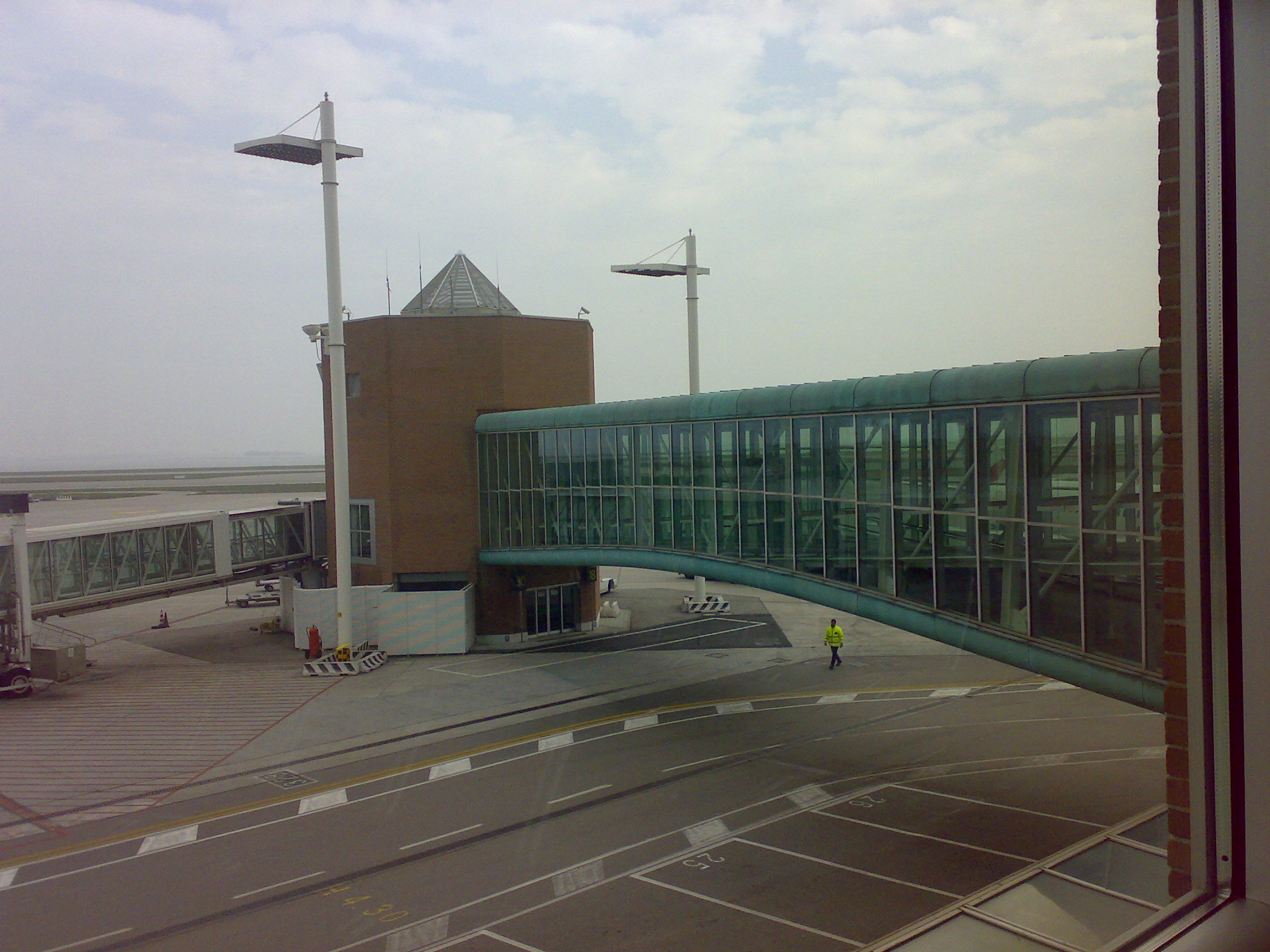
Un altro torrino

Questo grafico non è disponibile a causa di un problema tecnico.
Si prega di non rimuoverlo.
Vedi la query Wikidata di origine.
| Anno | Passeggeri         |
| ---- | ------------------ |
| 2000 | 4.135.608 (8,6%)   |
| 2001 | 4.178.285 (1,0%)   |
| 2002 | 4.216.398 (0,9%)   |
| 2003 | 5.304.597 (25,8%)  |
| 2004 | 5.871.415 (10,7%)  |
| 2005 | 5.780.783 (1%)     |
| 2006 | 6.296.345 (8,9%)   |
| 2007 | 7.032.499 (11,7%)  |
| 2008 | 6.848.244 (2,6%)   |
| 2009 | 6.655.612 (2,8%)   |
| 2010 | 6.801.241 (2,2%)   |
| 2011 | 8.507.691 (25,1%)  |
| 2012 | 8.110.520 (4,7%)   |
| 2013 | 8.327.899 (2,7%)   |
| 2014 | 8.407.935 (1,0%)   |
| 2015 | 8.735.876 (3,2%)   |
| 2016 | 9.624.748 (10%)    |
| 2017 | 10.355.205 (7,7%)  |
| 2018 | 11.184.608 (7,8%)  |
| 2019 | 11.561.594 (3,4%)  |
| 2020 | 2.799.688 (71,8%)  |
| 2021 | 3.437.204 (22,8%)  |
| 2022 | 9.319.156 (171,1%) |
| 2023 | 11.326.212 (21,5%) |

### Altre statistiche
| Posizione | Variazione 2018-2019 | Destinazione          | Passeggeri | Compagnia/e Aerea/e        |
| --------- | -------------------- | --------------------- | ---------- | -------------------------- |
| 1         | Stabile              | Roma-Fiumicino, Lazio | 447.001    | Alitalia                   |
| 2         | 1                    | Catania, Sicilia      | 354.719    | EasyJet, Volotea           |
| 3         | 1                    | Napoli, Campania      | 309.376    | EasyJet                    |
| 4         | 1                    | Bari, Puglia          | 124.476    | Volotea, Ryanair, Wizz Air |

| Posizione | Variazione 2018-2019 | Destinazione                      | Passeggeri | Compagnia/e Aerea/e      |
| --------- | -------------------- | --------------------------------- | ---------- | ------------------------ |
| 1         | Stabile              | Parigi-Charles de Gaulle, Francia | 813.827    | Air France, EasyJet      |
| 2         | Stabile              | Londra-Gatwick, Regno Unito       | 693.215    | British Airways, EasyJet |
| 3         | 1                    | Madrid, Spagna                    | 496.171    | Iberia, Air Europa       |
| 4         | 1                    | Barcellona, Spagna                | 469.174    | Ryanair, Vueling         |
| 5         | Stabile              | Francoforte sul Meno, Germania    | 486.242    | Lufthansa                |
| 6         | Stabile              | Amsterdam, Paesi Bassi            | 413.316    | KLM, EasyJet             |
| 7         | Stabile              | Parigi-Orly, Francia              | 278.789    | EasyJet, Transavia       |
| 8         | nuovo                | Londra-Stansted, Regno Unito      | 253.078    | Ryanair                  |
| 9         | 1                    | Monaco di Baviera, Germania       | 238.934    | Air Dolomiti             |
| 10        | Stabile              | Bruxelles, Belgio                 | 229.024    | Brussels Airlines        |
| 11        | 18                   | Berlino-Tegel, Germania           | 201.333    | EasyJet                  |
| 12        | Stabile              | Vienna, Austria                   | 181.129    | Austrian Airlines        |
| 13        | 2                    | Londra-Heathrow, Regno Unito      | 173.281    | British Airways          |
| 14        | Stabile              | Bristol, Regno Unito              | 165.236    | EasyJet, Ryanair         |
| 15        | Stabile              | Lisbona, Portogallo               | 148.478    | TAP Portugal             |
| 16        | Stabile              | Manchester, Regno Unito           | 133.750    | EasyJet, Jet2.com        |
| 17        | Stabile              | Lione, Francia                    | 123.176    | HOP!, EasyJet            |
| 18        | Stabile              | Praga, Repubblica Ceca            | 104.750    | EasyJet, Czech Airlines  |
| 19        | 7                    | Atene, Grecia                     | 97.609     | Aegean Airlines          |
| 20        | Stabile              | Amburgo, Germania                 | 94.753     | Eurowings, easyJet       |
| 21        | 1                    | Londra-Luton, Regno Unito         | 94.578     | EasyJet                  |
| 22        | 1                    | Copenaghen, Danimarca             | 92.298     | SAS                      |
| 23        | 4                    | Edimburgo, Regno Unito            | 91.239     | EasyJet                  |
| 24        | 9                    | Colonia, Germania                 | 88.949     | Eurowings                |
| 25        | 6                    | Dusseldorf, Germania              | 86.633     | Eurowings                |
| 26        | 1                    | Dublino, Irlanda                  | 81.503     | Aer Lingus               |
| 27        | 3                    | Nizza, Francia                    | 71.335     | EasyJet                  |
| 28        | 3                    | Marsiglia, Francia                | 66.807     | EasyJet                  |
| 29        | 7                    | Varsavia, Polonia                 | 65.070     | LOT Polish Airlines      |
| 30        | 2                    | Bordeaux, Francia                 | 61.872     | EasyJet                  |
| 31        | 4                    | Nantes, Francia                   | 60.842     | EasyJet                  |
| 32        | 2                    | Stoccarda, Germania               | 58.012     | EasyJet                  |
| 33        | 1                    | Tolosa, Francia                   | 55.900     | EasyJet                  |

| Posizione | Variazione 2018-2019 | Destinazione                            | Passeggeri | Compagnia/e Aerea/e            |
| --------- | -------------------- | --------------------------------------- | ---------- | ------------------------------ |
| 1         | Stabile              | Istanbul-Atatürk, Turchia               | 272.212    | Turkish Airlines               |
| 2         | Stabile              | Zurigo, Svizzera                        | 239642     | Swiss                          |
| 3         | Stabile              | Dubai, Dubai                            | 215.181    | Emirates                       |
| 4         | Stabile              | Mosca-Šeremet'evo, Russia               | 166.853    | Aeroflot                       |
| 5         | Stabile              | Doha, Qatar                             | 149.747    | Qatar Airways                  |
| 6         | 1                    | Tirana, Albania                         | 113.598    | Albawings                      |
| 7         | 2                    | Tel Aviv-Ben Gurion, Israele            | 101.217    | El Al                          |
| 8         | 2                    | Toronto-Pearson, Canada                 | 98.012     | Air Canada, Air Transat        |
| 9         | 1                    | Ginevra, Svizzera                       | 86.666     | EasyJet                        |
| 10        | Stabile              | New York-JFK, Stati Uniti               | 81.891     | Delta                          |
| 11        | Stabile              | Basilea, Svizzera                       | 75.349     | EasyJet                        |
| 12        | 4                    | Seoul-Incheon, Corea del Sud            | 72.698     | Asiana Airlines                |
| 13        | 1                    | Kiev-Boryspil', Ucraina                 | 71.629     | Ukraine International Airlines |
| 14        | 2                    | Filadelfia, Stati Uniti                 | 69.921     | American Airlines              |
| 15        | Stabile              | New York-Newark, Stati Uniti            | 69.352     | United Airlines                |
| 16        | 3                    | Casablanca, Marocco                     | 68.977     | Air Arabia, Royal Air Maroc    |
| 17        | 2                    | Chicago-O'Hare, Stati Uniti             | 67.417     | American Airlines              |
| 18        | 1                    | Montréal-Dorval, Canada                 | 65.425     | Air Transat                    |
| 19        | 1                    | Atlanta-Hartsfield-Jackson, Stati Uniti | 55.794     | Delta                          |

L'aeroporto dispone inoltre di collegamenti per:
- Bulgaria
- Croazia
- Estonia
- Finlandia
- Islanda
- Lettonia
- Lussemburgo
- Moldavia
- Norvegia
- Romania
- Serbia
- Svezia
- Tunisia
- Ungheria

## Incidenti
- Il 14 settembre 1993 un Piaggio PD-808 dell'Aeronautica Militare si è schiantato mentre cercava di atterrare in cattive condizioni meteo. Nell'incidente sono morte tutte e 3 le persone a bordo.
- Il 7 marzo 2017 un Piper Pa-146 civile ha effettuato un atterraggio di emergenza, causato da un'avaria del carrello di atterraggio. Il velivolo si è adagiato su uno strato di schiuma, precedentemente allestito dai Vigili del Fuoco sulla pista principale. Entrambi i passeggeri sono usciti illesi.[28]

## Collegamenti con Venezia e Padova

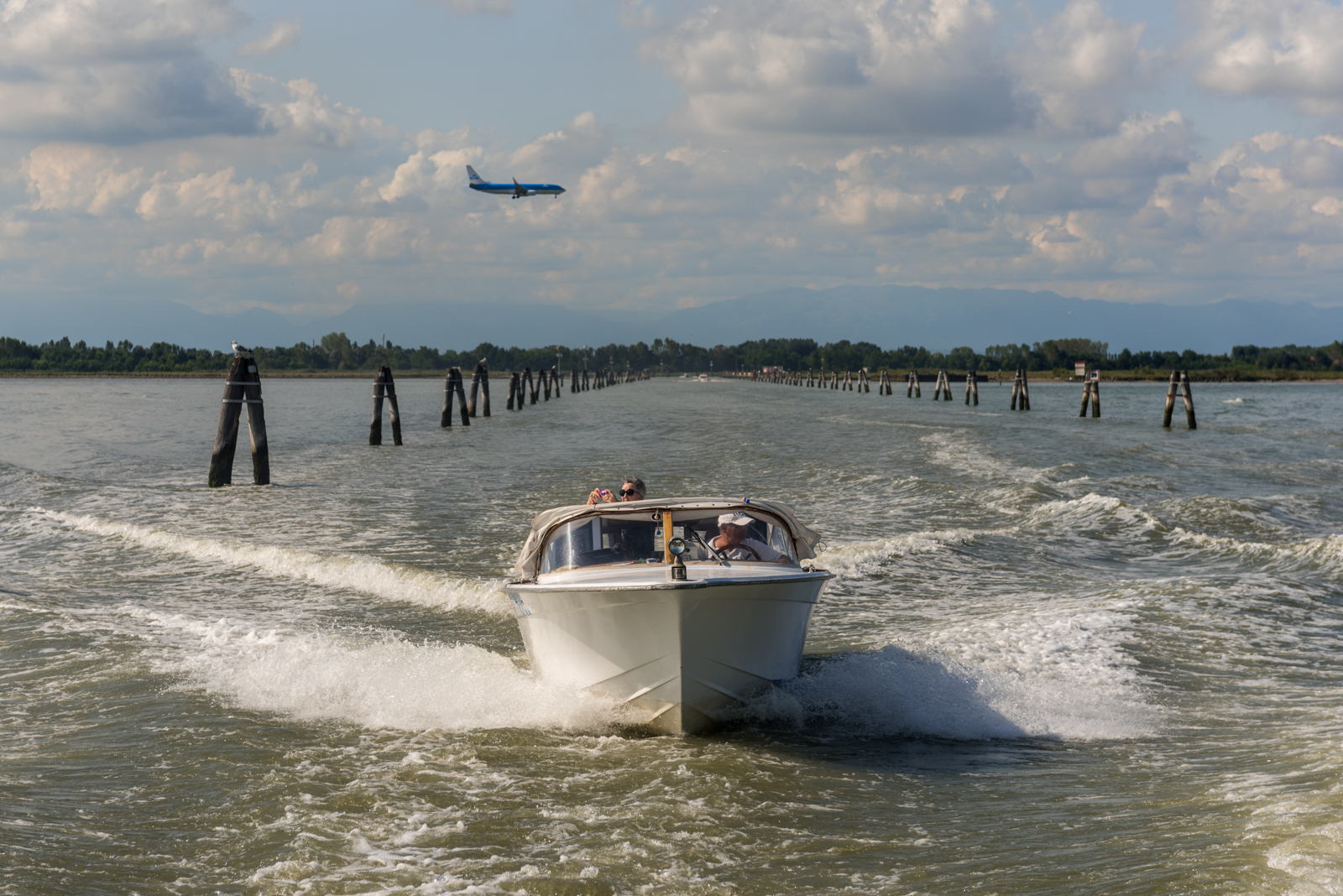
Taxi acqueo lungo il canale di Tessera proveniente dall'aeroporto

L'aeroporto si trova a 13 km da Venezia, 8 km da Mestre, 28 km da Treviso e 47 km da Padova. Dall'aeroporto è possibile raggiungere:
- Venezia:
  - piazzale Roma con le linee automobilistiche dell'ATVO o con la linea 5 aerobus dell'ACTV;
  - piazza San Marco, Murano e il Lido con le linee di navigazione di Alilaguna;[29]
- Mestre e la terraferma del comune di Venezia con le linee automobilistiche dell'ATVO e dell'ACTV (linee 15 e 45);
- destinazioni del Veneto Orientale (San Donà di Piave, Jesolo, Portogruaro, Eraclea, Caorle e Bibione) e Treviso con le linee automobilistiche dell'ATVO;
- Padova, Abano Terme e Montegrotto Terme con la linea automobilistica 015 di BusItalia Veneto, controllata da Busitalia-Sita Nord.

Il 12 gennaio 2022 è stata pubblicata in Gazzetta Ufficiale l'approvazione del progetto definitivo del collegamento ferroviario tra l'aeroporto e la linea Venezia-Trieste. Il tracciato, completo della nuova stazione ferroviaria, dovrebbe divenire operativo nel dicembre 2025, per le Olimpiadi di Milano Cortina.

## Galleria d'immagini

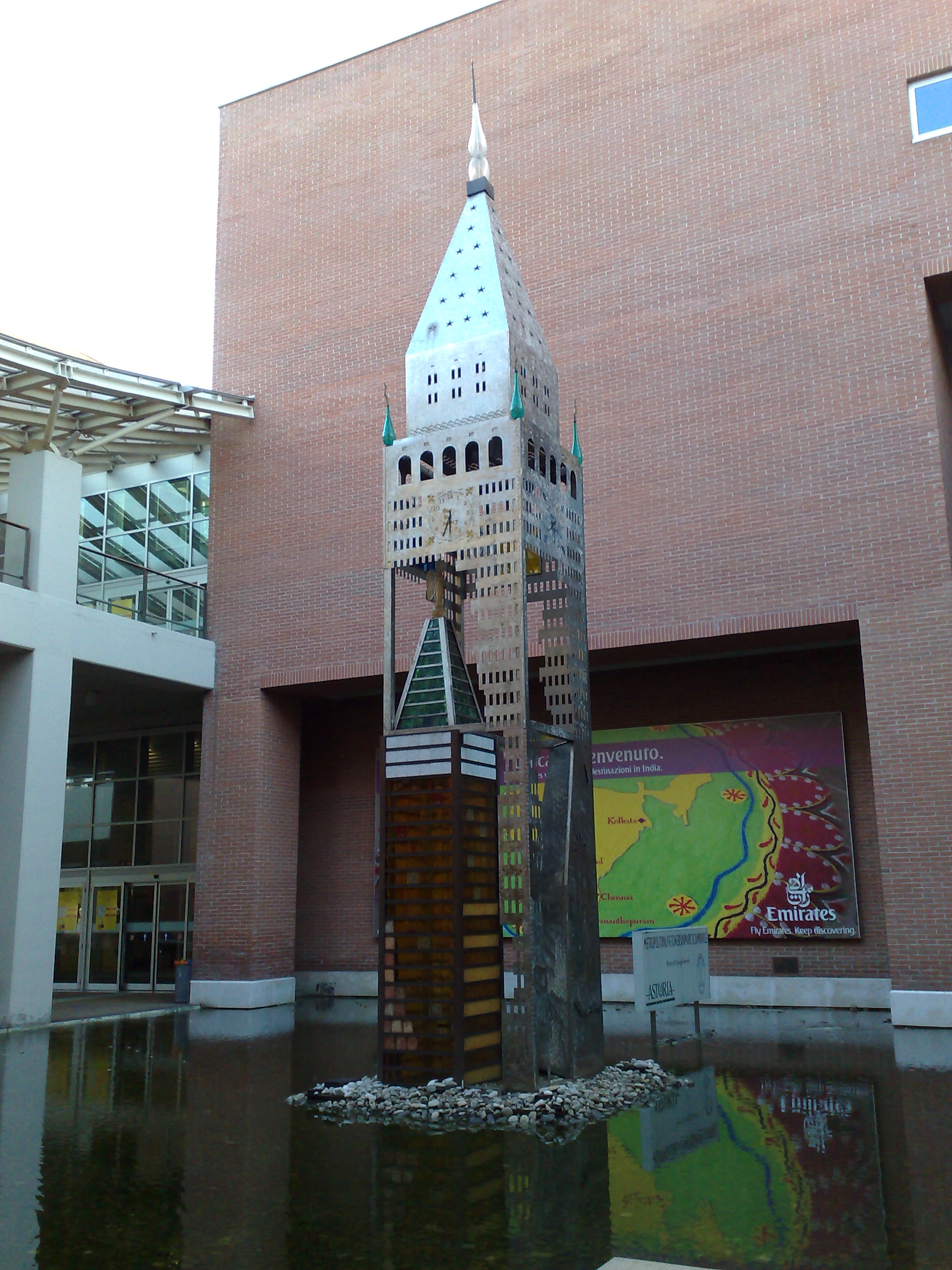
Scultura dello scultore Giorgio Bortoli all'ingresso del terminal successivamente ricollocata in seguito all'ampliamento
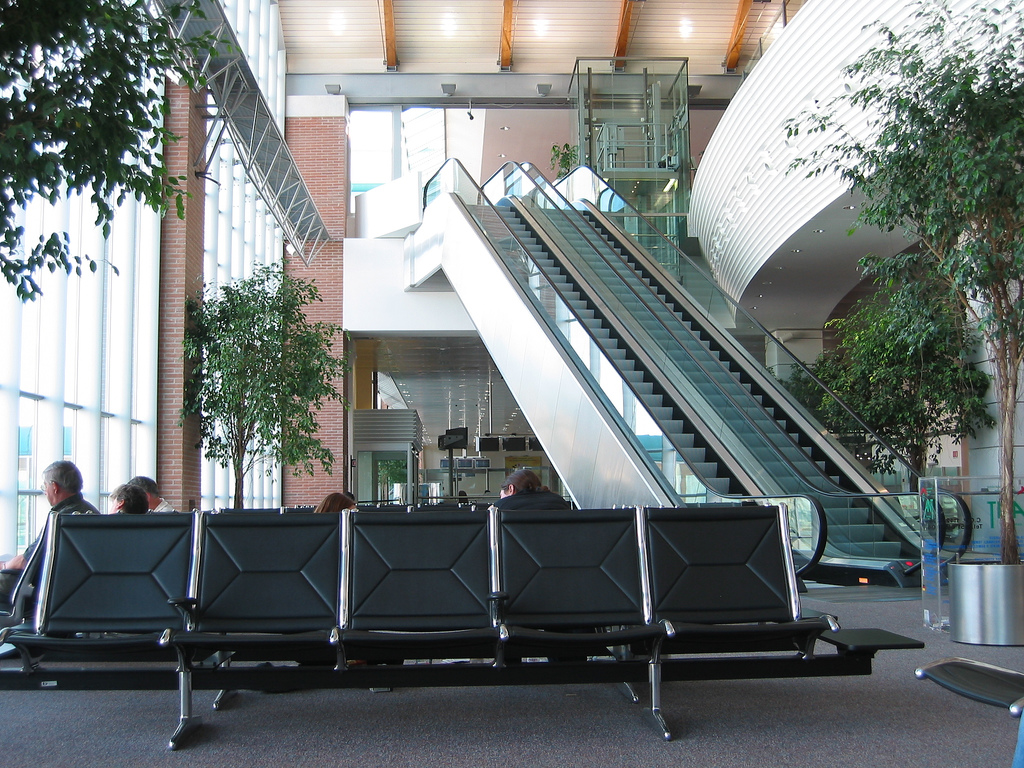
Scala mobile all'Interno del Terminal
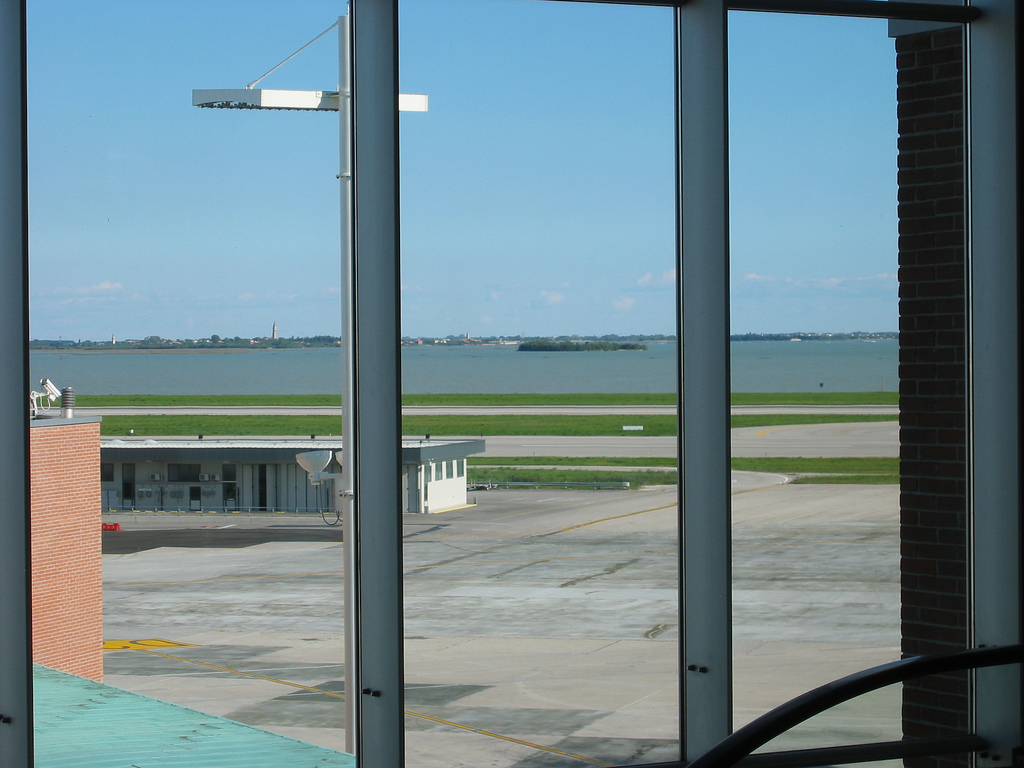
Vista della laguna di Venezia dall'interno del Terminal